# Margaretha Holmqvist
Anna Margaretha Holmqvist, född 8 juli 1926 i Åbo, är en svensk översättare. Hon översätter från tyska och (i mindre utsträckning) från finska. Med början i mitten av 1950-talet har Holmqvist översatt många av den tyska samtida litteraturens stora författare, såsom Christa Wolf, Peter Handke och nobelpristagarna Heinrich Böll och Elfriede Jelinek.
Hon gifte sig 1948 med litteraturkritikern Bengt Holmqvist (1924–2002). Under 1980-talet var hon även fackligt aktiv inom Översättarsektionen av Sveriges författarförbund.

## Översättningar (urval)
- Thomas Mann: Sjöresa med Don Quijote och andra essayer (Tiden, 1964)
- Nelly Sachs: Vägen är en hand: fyra sceniska dikter (Bonnier, 1968)
- Thomas Bernhard: Kalkbruket (Das Kalkwerk) (Norstedt, 1972)
- Horst Bienek: Tid utan klockor (Zeit ohne Glocken) (Norstedt, 1983)
- Elfriede Jelinek: Pianolärarinnan (Die Klavierspielerin) (Trevi, 1986)
- Novalis: Hymner till natten & Lärjungarna i Saïs (Hymnen an die Nacht och Die Lehrlinge zu Zeiss) (översättning tillsammans med Gunilla Bergsten (Studentlitteratur, 1991)
- Heinrich von Kleist: Noveller (Studentlitteratur, 1992)
- Nelly Sachs: Den store anonyme (förord & urval: Aris Fioretos) (Ersatz, 2010)
- Nelly Sachs & Paul Celan: Brev (Briefwechsel) (Nelly Sachs brev översatta av Margaretha Holmqvist, Paul Celans brev av Lars-Inge Nilsson) (Ellerström, 2011)

## Priser och utmärkelser
- 1969 – Sveriges Författarfonds premium till personer för belöning av litterär förtjänst
- 1978 – Letterstedtska priset för översättningen av Horst Bieneks Den första polkan
- 1981 – Svenska Akademiens översättarpris
- 1987 – Elsa Thulins översättarpris
- 1999 – De Nios översättarpris